# La Busta
La Busta es una localidad del municipio de Alfoz de Lloredo (Cantabria, España). En el año 2008 contaba con una población de 92 habitantes (INE). Esta localidad está situada a 6 kilómetros de la capital municipal, Novales.

## Patrimonio
Destaca del lugar la cueva de El Linar en el monte Barbecha, que contiene material datable en la Edad del Bronce, declarada Bien de Interés Cultural en el año 1997, y la cueva de Los Avellanos, otro yacimiento del Bronce.

## Etimología
En castellano, busta quiere decir paraje en el que descansan los bueyes, y es un topónimo habitual de España y especialmente del norte peninsular, relacionándose concretamente con La Busta.